# Euzhan Palcy

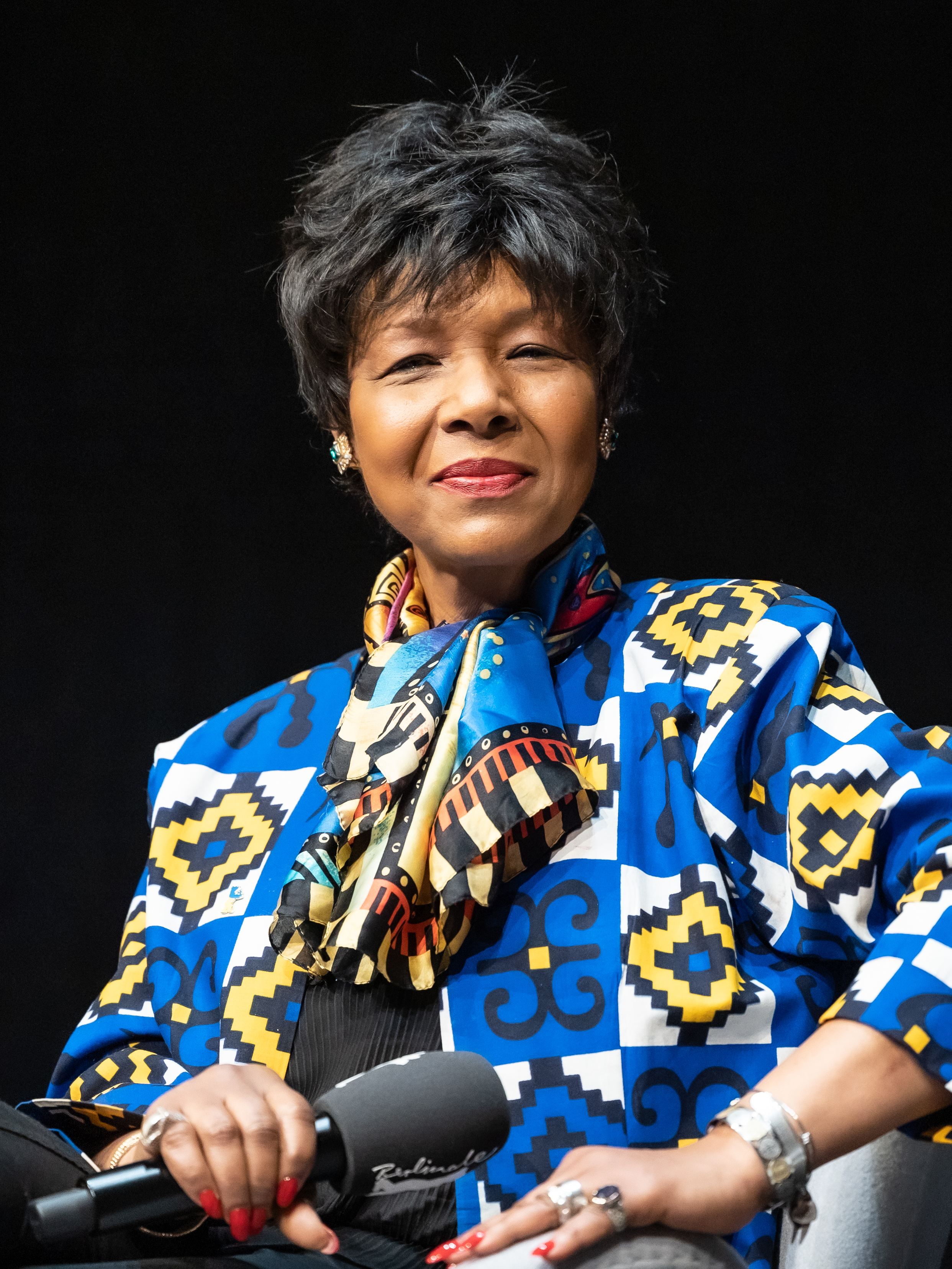
Euzhan Palcy im Februar 2023 auf der Berlinale

Euzhan Palcy (* 13. Februar 1958 auf Martinique, Französische Antillen) ist eine französische Filmregisseurin und Drehbuchautorin.

## Leben
1975 mit 17 Jahren drehte Euzhan Palcy ihren ersten Fernsehfilm, La Messagère. Anschließend studierte sie Kunst, Architektur und Film, mit Spezialisierung in Kamera, an der École Louis-Lumière und Französische Literatur an der Sorbonne. Mit Hilfe des französischen Regisseurs François Truffaut konnte sie 1983 ihr inszeniertes Historiendrama Die Straße der Negerhütten veröffentlichen. Für den mit weniger als 1 Mio. US-Dollar produzierten Film erhielt sie 1984 die Auszeichnung des französischen Filmpreises César für das Beste Erstlingswerk. Mit Weiße Zeit der Dürre durfte Palcy als erste schwarze Frau einen Hollywood-Film inszenieren. Für diesen Film erhielt Marlon Brando für seine Darstellung bei der Oscarverleihung eine Nominierung als Bester Nebendarsteller.
Im Juni 2022 wurde Palcy für ihre Verdienste als Filmemacherin der Ehrenoscar der Academy of Motion Picture Arts and Sciences (AMPAS) zuerkannt. Die Auszeichnung wurde ihr am 19. November 2022 in Los Angeles feierlich überreicht.

## Filmografie
- 1983: Die Straße der Negerhütten (Rue cases nègres)
- 1989: Weiße Zeit der Dürre (A Dry White Season)
- 1993: How are the Kids? – Menschenrechte und Kinder (Comment vont les enfants)
- 1998: Ruby Bridges – Ein Mädchen kämpft für sein Recht (Ruby Bridges)
- 2001: The Killing Yard

## Auszeichnungen (Auswahl)
- César 1984: Beste Erstlingswerk für Die Straße der Negerhütten
- 2022: Ehrenoscar für ihr Lebenswerk